# نی شیانلیان
نی شیانلیان (انگلیسی: Ni Xialian؛ زادهٔ ۴ ژوئیهٔ ۱۹۶۳) یک بازیکن تنیس روی میززن اهل لوکزامبورگ است.
وی در مسابقات کشوری و بین‌المللی در مجموع برنده ۱۴ مدال طلا، ۳ مدال نقره، ۱ مدال برنز شده است.